# Hygieneplan
Der Hygieneplan enthält schriftlich niedergelegte Verfahrensweisen zur Einhaltung und Gewährleistung bestimmter Hygiene-Standards, um Infektionen zu verhindern oder einzudämmen. Er beinhaltet auch die schriftliche Dokumentation durchgeführter Maßnahmen sowie konkrete Desinfektionspläne.

## Hintergrund und Zielgruppen
Nach dem Infektionsschutzgesetz (IfSG) (§ 36) sind in Deutschland laut verfassungsmäßiger Zuordnung (Art. 83 und 84 Grundgesetz) die Länder verbindlich gefordert, die Maßnahmen zum Infektionsschutz umzusetzen. Neben dem IfSG ist die Biostoffverordnung zu befolgen, so dass Einrichtungen des Gesundheitswesens wie Krankenhäuser, Pflegeheime und Arztpraxen, aber auch andere Gemeinschaftseinrichtungen wie Kindergärten und Justizvollzugsanstalten, Hygienepläne erstellen und regelmäßig überprüfen bzw. aktualisieren müssen. Dies betrifft auch Gesundheitseinrichtungen, wie unter anderen Ambulante Pflege, Dialyse- und Entbindungseinrichtungen, Medizinische Fußpflege sowie Rettungs- und Transportdienste. Auch Einrichtungen und Unternehmen, bei denen die Möglichkeit besteht, dass durch Tätigkeiten am Menschen durch Blut Krankheitserreger übertragen werden, können durch das Gesundheitsamt infektionshygienisch überwacht werden. Dies betrifft z. B. Piercing-, Tattoo-, Kosmetik- und Fußpflegeeinrichtungen. Der Länder-Arbeitskreis zur Erstellung von Hygieneplänen nach § 36 IfSG hat für alle Bereiche Rahmenhygienepläne erarbeitet.
Für Sportstätten (außer Schwimm- und Badeeinrichtungen) besteht zwar keine konkrete Forderung aus dem IfSG, dennoch gibt der Länder-Arbeitskreis Empfehlungen zur Hygiene.
Nach den gültigen Landesverordnungen können die innerbetrieblichen Verfahrensweisen zur Infektionshygiene weitgehend nach dem Ermessen der jeweiligen Einrichtung festgelegt werden, da das Gesetz keine Vorgaben enthält. Für Einrichtungen des Gesundheitswesens gelten jedoch weitere Bestimmungen, die im Hygieneplan berücksichtigt werden müssen. In der Regel verfügen Gesundheitseinrichtungen über Hygienebeauftragte, die unter anderem an der Erstellung und Aktualisierung von Hygieneplänen mitwirken.

## Grundlagen
Grundlagen des Hygieneplans sind neben den Vorgaben des jeweiligen Bundeslandes bestimmte DIN-Normen, die Lebensmittelhygiene-Verordnung (LMHV), die Unfallverhütungsvorschrift der Berufsgenossenschaft und Erkenntnisse der Arbeitsmedizin, beispielsweise nach BGR 250 (Biologische Arbeitsstoffe im Gesundheitswesen und in der Wohlfahrtspflege) und TRBA 250 (Technische Regeln für Biologische Arbeitsstoffe). Mit dem Hygieneplan werden sämtliche Maßnahmen in den einzelnen Tätigkeitsbereichen einer Einrichtung festgelegt, die die Reinigungs-, Desinfektions-, Sterilisations- sowie Ver- und Entsorgungsvorgänge betreffen. Damit wird Gesundheitsschädigungen vorgebeugt, die zum Beispiel durch Infektionen oder bei Verwendung von Gefahrstoffen auftreten können.

## Verpflichtungen
Der jeweilige Einrichtungsleiter ist für die Hygiene verantwortlich. Hygienebeauftragte, Hygienefachkräfte oder Krankenhaushygieniker haben dabei eine Beratungsfunktion. Das gesamte Mitarbeiterteam muss sich an die im Plan festgelegten Anweisungen halten, da sie als Dienstanweisung gelten. Deshalb muss der Hygieneplan an einem für die Beschäftigten zugänglichen Ort aufbewahrt werden. Außerdem muss der Hygieneplan auf Verlangen dem Gesundheitsamt bzw. dem Amtsarzt vorgelegt werden, z. B. bei einer Einrichtungsbegehung.

## Inhalt

### Verfahrensweisen
Zu den im Hygieneplan festzulegenden Verfahrensweisen gehören je nach Einrichtung unter anderen: Basishygiene und spezielle Hygienemaßnahmen in Diagnostik, Pflege und Therapie sowie in bestimmten Funktions- bzw. hauswirtschaftlichen Bereichen, außerdem Regelungen zur Lebensmittel- und Wäscheversorgung, Entsorgung von Abfall, zum Ausbruchsmanagement sowie Meldepflicht bestimmter übertragbarer Infektionen, zur Aufbereitung von Medizinprodukten, zu Maßnahmen des Schädlings-Monitoring bzw. der Bekämpfung von Schädlingen, zum Umgang mit Haustieren, und zur mikrobiologischen Diagnostik.
Wird ein Muster-Hygieneplan verwendet, ist er an die individuellen Gegebenheiten der Einrichtung anzupassen. Die jeweiligen Arbeitsanweisungen folgen in der Regel einem Schema: Der Hintergrund der Maßnahme und die dazu notwendigen Voraussetzungen werden erläutert, die Maßnahme und ihre Nachbereitung beschrieben sowie mitgeltende Dokumente genannt. Außerdem wird für nachweispflichtige Tätigkeiten angegeben, wo die Durchführung der Maßnahme zu dokumentieren ist.

### Reinigungs- und Desinfektionsplan
Der Hygieneplan enthält Reinigungs- und Desinfektionspläne, die die Einzelheiten der Reinigung, Desinfektion und Sterilisation in verschiedenen Strukturbereichen regeln. Ein für den jeweiligen Bereich maßgeblicher, aktueller Plan wird dort an gut einsehbarer Stelle angebracht. So befindet sich beispielsweise im Küchenbereich in der Regel ein anderer Reinigungs- und Desinfektionsplan als im Untersuchungsraum.
Der Desinfektionsplan enthält in Form einer Tabelle detaillierte Indikations-, Produkt- und Dosierangaben sowie Angaben zu erforderlichen Einwirkzeiten. Außerdem nennt er die für die einzelnen Maßnahmen jeweils verantwortlichen Berufsgruppen. In Gesundheitseinrichtungen mit sehr geringem Leistungsumfang kann der Reinigungs- und Desinfektionsplan die Minimalvariante eines Hygieneplans darstellen.
So enthält der Reinigungs- und Desinfektionsplan Angaben passend zum jeweiligen Einsatzbereich, beispielsweise bezüglich
- Händehygiene (Händewaschen, Händedesinfektion, Hautschutz- und pflege, Gebrauch von Einmalhandschuhen)
- der Aufbereitung von Medizinprodukten wie Instrumente, Geräte und Hilfsmittel für Untersuchung, Behandlung oder Pflege (z. B. in der zahnärztlichen Praxis rotierende und oszillierende Instrumente, Hand- und Winkelstücke, sowie Turbinen, Abformungen und zahntechnische Werkstücke)
- Unterhaltsreinigung und Desinfektion von Flächen und Geräten, (z. B. im Küchenbereich die Arbeitsflächen, Außen- und Innenflächen von Schränken, insbesondere Kühl- und Gefrierschränken, Spülmaschinen)
- Haut- und Schleimhautdesinfektion vor Injektion bzw. Punktion

Die im Plan aufgeführten Produkte zur Desinfektion müssen in der Desinfektionsmittelliste des Verbundes für Angewandte Hygiene (VAH) bzw. der Deutschen Gesellschaft für Hygiene und Mikrobiologie (DGHM) aufgeführt sein.